# Jonas Omlin
Jonas Omlin (ur. 10 stycznia 1994 w Sarnen) – szwajcarski piłkarz występujący na pozycji bramkarza w niemieckim klubie Borussia Mönchengladbach oraz w reprezentacji Szwajcarii.

## Kariera klubowa

### SC Kriens
1 lipca 2012 podpisał kontrakt ze szwajcarskim klubem SC Kriens. Zadebiutował 28 kwietnia 2013 w meczu 1. Liga Promotion przeciwko FC Tuggen (1:1).

### FC Luzern
1 lipca 2014 przeszedł do drużyny FC Luzern. Zadebiutował 21 marca 2015 w meczu Swiss Super League przeciwko FC Basel (1:4). W kwalifikacjach do Ligi Europy zadebiutował 13 lipca 2017 w meczu przeciwko NK Osijek (2:0).

### FC Le Mont
6 lipca 2015 udał się na roczne wypożyczenie do FC Le Mont. Zadebiutował 19 lipca 2015 w meczu Swiss Challenge League przeciwko FC Chiasso (1:1).

### FC Basel
1 lipca 2018 podpisał kontrakt z klubem FC Basel. Zadebiutował 21 lipca 2018 w meczu Swiss Super League przeciwko FC Sankt Gallen (1:2). W kwalifikacjach do Ligi Mistrzów zadebiutował 24 lipca 2018 w meczu przeciwko PAOK FC (2:1). 15 maja 2019 wystąpił w finale Pucharu Szwajcarii przeciwko FC Thun (2:1) i zdobył trofeum. W sezonie 2018/19 jego zespół zajął drugie miejsce w tabeli zdobywając wicemistrzostwo Szwajcarii. 19 września 2019 zadebiutował w fazie grupowej Ligi Europy w meczu przeciwko FK Krasnodar (5:0).

### Montpellier HSC
15 sierpnia 2020 przeszedł do francuskiej drużyny Montpellier HSC. Zadebiutował 29 sierpnia 2020 w meczu Ligue 1 przeciwko Stade Rennais (2:1).

### Borussia Mönchengladbach
19 stycznia 2023 został piłkarzem niemieckiego klubu Borussia Mönchengladbach.

## Kariera reprezentacyjna

### Szwajcaria
W 2020 roku otrzymał powołanie do reprezentacji Szwajcarii. Zadebiutował 7 października 2020 w meczu towarzyskim przeciwko reprezentacji Chorwacji (1:2).

## Statystyki

### Klubowe
(aktualne na dzień 29 grudnia 2020)
| Klub               | Sezon              | Liga                   | Liga  | Liga   | Puchar kraju | Puchar kraju | Europa | Europa | Suma  | Suma   |
| Klub               | Sezon              | Liga                   | Mecze | Bramki | Mecze        | Bramki       | Mecze  | Bramki | Mecze | Bramki |
| ------------------ | ------------------ | ---------------------- | ----- | ------ | ------------ | ------------ | ------ | ------ | ----- | ------ |
| SC Kriens          | 2012/13            | 1. Liga Promotion      | 4     | 0      | 0            | 0            | –      | –      | 4     | 0      |
| SC Kriens          | 2013/14            | 1. Liga Promotion      | 22    | 0      | 2            | 0            | –      | –      | 24    | 0      |
| SC Kriens          | Ogólnie            | Ogólnie                | 26    | 0      | 2            | 0            | 0      | 0      | 28    | 0      |
| FC Luzern          | 2014/15            | Swiss Super League     | 1     | 0      | 0            | 0            | 0      | 0      | 1     | 0      |
| FC Luzern          | Ogólnie            | Ogólnie                | 1     | 0      | 0            | 0            | 0      | 0      | 1     | 0      |
| FC Le Mont (wyp.)  | 2015/16            | Swiss Challenge League | 15    | 0      | 0            | 0            | –      | –      | 15    | 0      |
| FC Le Mont (wyp.)  | Ogólnie            | Ogólnie                | 15    | 0      | 0            | 0            | 0      | 0      | 15    | 0      |
| FC Luzern          | 2016/17            | Swiss Super League     | 14    | 0      | 5            | 0            | 0      | 0      | 19    | 0      |
| FC Luzern          | 2017/18            | Swiss Super League     | 36    | 0      | 2            | 0            | 2      | 0      | 40    | 0      |
| FC Luzern          | Ogólnie            | Ogólnie                | 50    | 0      | 7            | 0            | 2      | 0      | 59    | 0      |
| FC Basel           | 2018/19            | Swiss Super League     | 27    | 0      | 4            | 0            | 4      | 0      | 35    | 0      |
| FC Basel           | 2019/20            | Swiss Super League     | 32    | 0      | 1            | 0            | 11     | 0      | 44    | 0      |
| FC Basel           | Ogólnie            | Ogólnie                | 59    | 0      | 5            | 0            | 15     | 0      | 79    | 0      |
| Montpellier HSC    | 2020/21            | Ligue 1                | 15    | 0      | 0            | 0            | –      | –      | 15    | 0      |
| Montpellier HSC    | Ogólnie            | Ogólnie                | 15    | 0      | 0            | 0            | 0      | 0      | 15    | 0      |
| Ogólnie w karierze | Ogólnie w karierze | Ogólnie w karierze     | 166   | 0      | 14           | 0            | 17     | 0      | 197   | 0      |

### Reprezentacyjne
(aktualne na dzień 29 grudnia 2020)
| Reprezentacja | Rok     | Mecze | Bramki |
| ------------- | ------- | ----- | ------ |
| Szwajcaria    |         |       |        |
| 2020          | 1       | 0     |        |
| Ogólnie       | Ogólnie | 1     | 0      |

| Mecze i gole w reprezentacji | Mecze i gole w reprezentacji | Mecze i gole w reprezentacji | Mecze i gole w reprezentacji | Mecze i gole w reprezentacji | Mecze i gole w reprezentacji | Mecze i gole w reprezentacji | Mecze i gole w reprezentacji |
| Lp.                          | Data                         | Miejsce                      | Gospodarz                    | Gość                         | Wynik                        | Gol                          | Rozgrywki                    |
| ---------------------------- | ---------------------------- | ---------------------------- | ---------------------------- | ---------------------------- | ---------------------------- | ---------------------------- | ---------------------------- |
| 1.                           | 07.10.2020                   | St. Gallen                   | Szwajcaria                   | Chorwacja                    | 1:2                          |                              | Mecz towarzyski              |

## Sukcesy

### FC Basel
- Wicemistrzostwo Szwajcarii (1×): 2018/19
- Puchar Szwajcarii (1×): 2018/2019